# Liberas

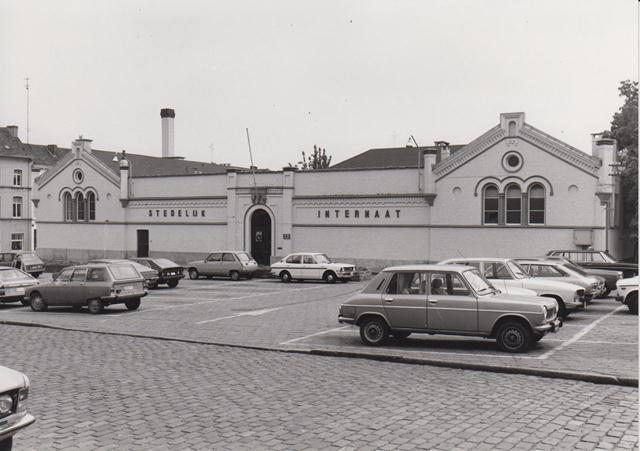
Liberas is gevestigd in een voormalige school aan het Kramersplein te Gent (foto 1978).

Liberas, voorheen het Liberaal Archief, is het centrale archief voor de liberale beweging in België/Vlaanderen. De organisatie werd in 1982 te Gent opgericht als vzw Archief, Documentatie- en Onderzoekscentrum van het Liberalisme, kortweg het Liberaal Archief, wat in 2004 de officiële naam werd. Ze wijzigde in 2018 haar naam naar Liberaal Archief/Liberas en nam per 1 januari 2020 de nieuwe naam Liberas aan, met als basislijn Centrum voor de geschiedenis van het vrije denken en handelen.
In uitvoering van het decreet van 9 juli 2002 op de privaatrechtelijke culturele archiefwerking, werd het door de Vlaamse Gemeenschap erkend als een archief- en documentatiecentrum in verband met de maatschappelijk-filosofische stromingen. Liberas behaalde het kwaliteitslabel als erkend cultureel archief. In uitvoering van het cultureel erfgoeddecreet van 24 februari 2017 is Liberas erkend als landelijke collectiebeherende instelling.
Liberas heeft als wetenschappelijke en landelijke collectie beherende instelling tot doel archief over de liberale beweging in België/Vlaanderen te herkennen en te verzamelen, te behouden en te borgen, te onderzoeken en te presenteren. Dit materiaal stamt van het begin van de 19de eeuw tot heden, en omvat zowel archivalia in de nauwe betekenis van het woord maar ook foto's, affiches, vlaggen en museumstukken. Liberas beschikt over een uitgebreide bibliotheek met boeken, brochures, tijdschriften en kranten. De organisatie doet ook onderzoek rond de brede geschiedenis van het liberalisme en het vrijheidsdenken in België en Vlaanderen. In 2016 verbreedde de organisatie het werkingsterrein en definieerde een aantal nieuwe collectiegebieden (voornamelijk archieven die betrekking hebben op het vrije denken en het vrije handelen).

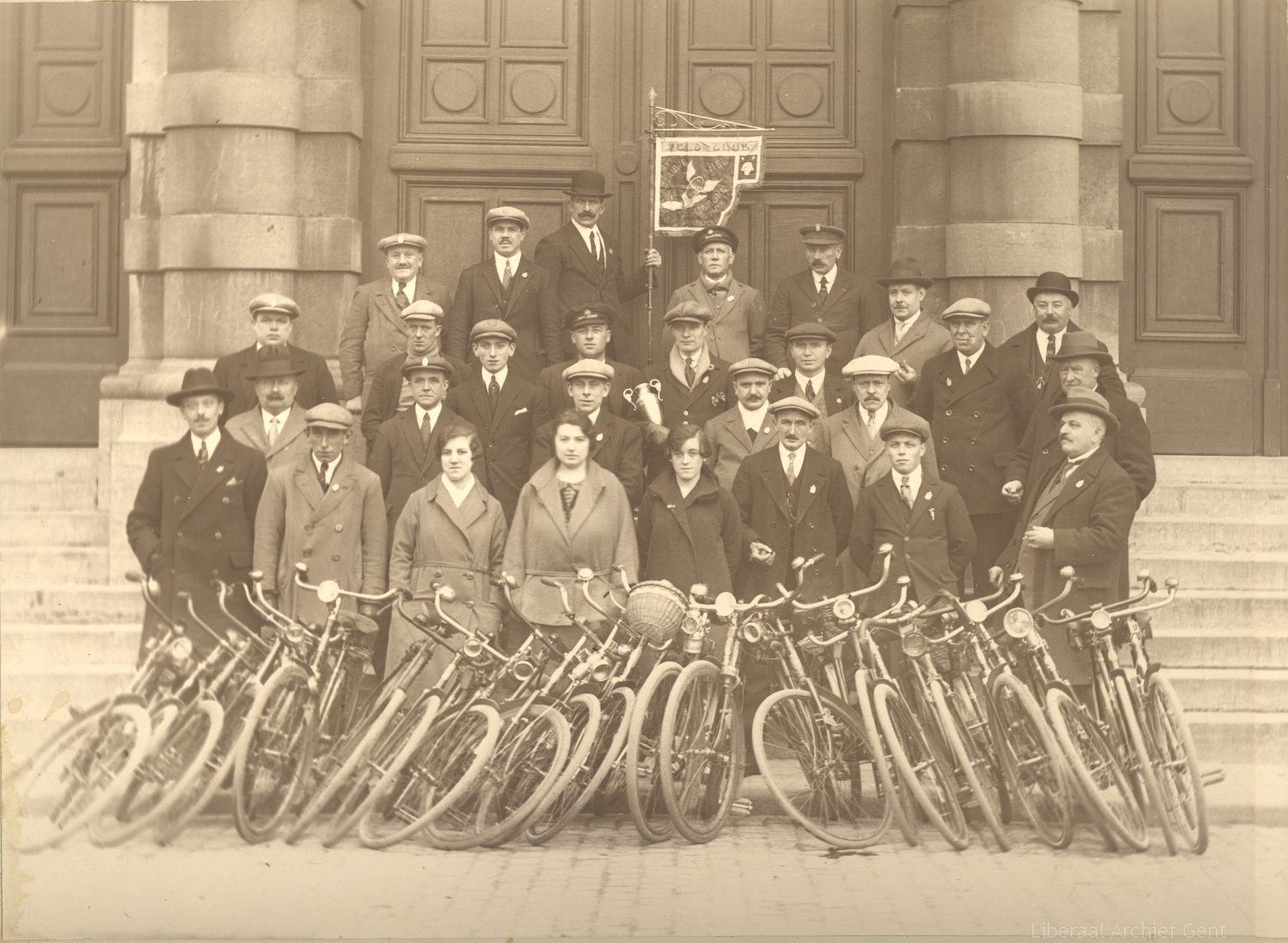
Liberale wielerclub uit Antwerpen
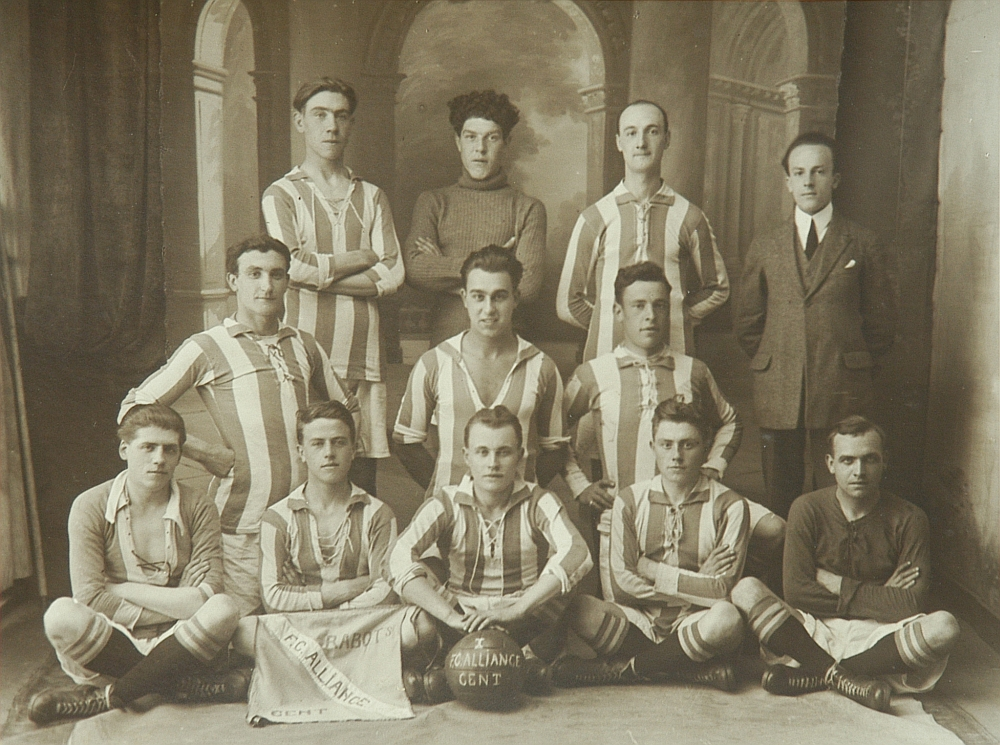
Liberale voetbalploeg uit Gent
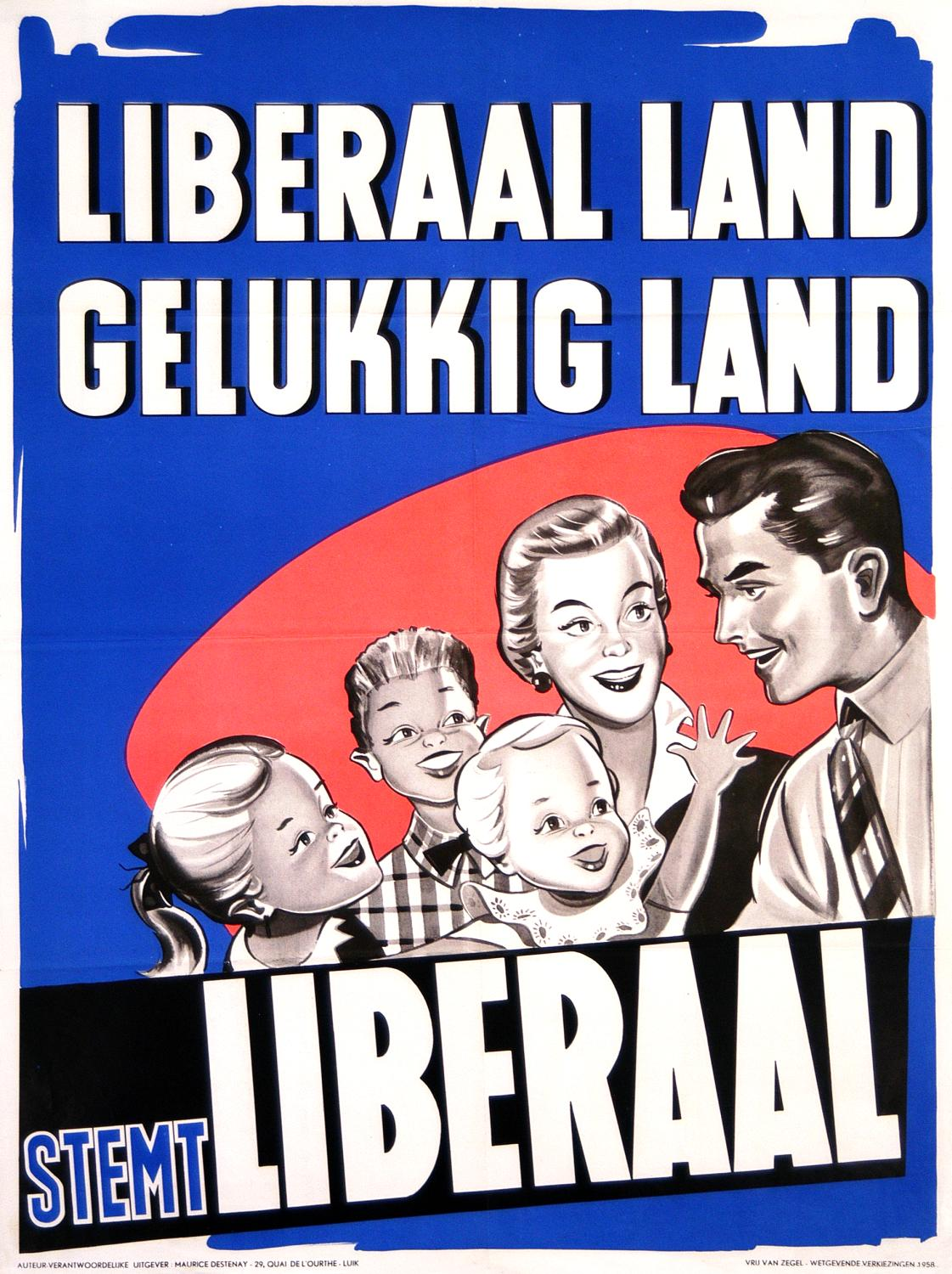
Affiche voor de verkiezingen van 1958

## Varia
In België betekent Liberas voor het liberalisme wat KADOC voor de geschiedenis van het politiek katholicisme en de katholieke bewegingen, wat Amsab voor het socialisme en ADVN voor de geschiedenis van het Vlaams-nationalisme betekent.